# Curufin

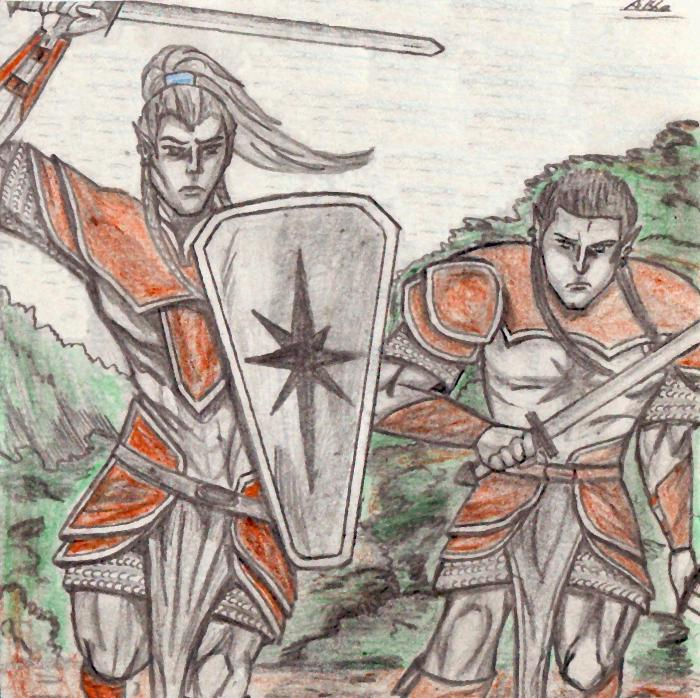
Curufin och Celegorm går till strid mot Morgoths arméer.

Curufin är en fiktiv person i J.R.R. Tolkiens berättelser om Midgård. Han var en prins av Noldor och den femte sonen till Fëanor och Nerdanel. Curufin är även fader till Celebrimbor, juvelsmed av Hollin som smidde de tre alvringarna Maktens Ringar. 

## Namn
Hans namn betyder ”Skicklig (son av) Finwë” på quenya. Hans fadersnamn – det traditionella namn som gavs av en alvisk far till dennes barn – var Curufinwë, som även var Fëanors ursprungliga namn. Detta var på grund av att Curufin var mest likt hans far, både i utseende, temperament och skicklighet. Han var även Fëanors favorit. (Finwë var ett vanligt familjenamn bland hans Hus, det var namnet på hans farfar Finwë, grundare av Huset och högkonung av Noldor.) Nerdanel gav honom modersnamnet Atarinkë, som betydde ”Liten Fader” på quenya på grund av Curufins likhet med Fëanor. 

## Strider tillsammans med bröderna
Som de andra av Fëanors söner var Curufin bunden till den ed som tvingade dem att ta tillbaka deras faders silmariller som hade blivit stulna av Morgoth, Mörkrets Herre. Hans ed tog honom och hans bröder till Midgård under den Första Åldern där de grundade riken i exil, stred mot Morgoths arméer, stred mot andra alver om silmarillerna och till slut gav förintelse till deras hus.
Curufin stred vid Alqualondë och deltog i förstörandet av skeppet vid Losgar. Efter försoningen av Noldors kungahus i Mithrim och Maedhros abdikation reste han med sina bröder till östra Beleriand. Han och hans son Celebrimbor levde med hans bror i Himland, öst om Maedhros fästning Himring och söder om Aglon, ett pass mellan Himring och Dorthonion som ledde in till Doriath. Detta pass kom de båda bröderna att rusta upp och de höll passet ända tills Dagor Bragollach, då det blev övertaget trots att Angbands styrkor led stora förluster. Före slaget hejdade Curufin Eöl, men dräpte honom inte trots hans önskan om att göra det, då alvernas lagar förbjöd honom.
Efter Dagor Bragollach flydde de två bröderna och Celebrimbor med sitt folk mot Minas Tirith och marscherade längs med Doriaths norra gränser. De hjälpte Orodreth och hans följeslagare att fly undan Saurons attack på Tol Sirion. Överlevarna från detta slag flyttade till Nargothrond där Finrod välkomnade dem. Celegorm och Curufin hjälpte Finrod i alla hans ärenden rörande riket och fick en massa följeslagare där.
Kort efter detta kom Beren kommit till Nargothrond och påminde Finrod om hans ed han hade svurit och krävde hans hjälp. Finrod valde att hjälpa Beren men Celegorm och Curufin övertalade folket av Nargothrond att inte följa Finrod och inte starta öppet krig mot Morgoth. Därför blev Finrod tvungen att resa tillsammans med endast en liten styrka och kom senare att dö. Hans brorson Orodreth blev vald att styra i hans ställe.
Curufin och Celegorm kom senare att jaga tillsammans med Celegorms hund Huan och de hittade då Lúthien, dotter till Thingol, då hon flydde för att hitta Beren. De lovade att hjälpa henne men tog henne tillfånga och tog med henne till Nargothrond för Celegorm hade blivit kär och ville att Thingol skulle ge honom hennes hand. Dock hjälpte Huan Lúthien att fly och de befriade Beren och andra trälar från Sauron. När dessa trälar återvände till Nargothrond insåg folket brödernas svek, och då Orodreth vägrade dräpa dem kastade han ut dem från Nargothrond. Celebrimbor valde då att inte följa Curufin.
De båda bröderna mötte Lúthien och Beren då de flydde och Curufin stred mot mannen. Han besegrades och var tvungen att fly med Celegorm men ville dräpa Lúthien men pilen han sköt träffade Beren, dock överlevde han.
På grund av Celegorms och Curufins dåd sände inte Thingol eller Orodreth några styrkor till Maedhros som ville ena alla alver, människor och dvärgar i vad som kallades för Maedhros Union.
Curufin dog i det andra frände-dråpet, då Fëanors söner anföll Doriath för att återta silmarillen från Dior den vackras ägo. Hans bröder Celegorm och Caranthir dog även under anfallet.